# Solo cùng Bolero
Solo cùng Bolero là chương trình truyền hình thực tế đầu tiên dành cho dòng nhạc bolero trữ tình do Đài Phát thanh - Truyền hình Vĩnh Long phối hợp cùng Công ty Truyền thông Khang thực hiện và được phát sóng trên THVL1. Mục đích của chương trình là tôn vinh giá trị của dòng nhạc Bolero cũng như tạo nên một sân chơi cho những người yêu thích dòng nhạc này, đồng thời phát hiện và giới thiệu đến công chúng những giọng hát tiềm năng mới.

## Cấu trúc chương trình
Chương trình Solo cùng Bolero bao gồm 3 vòng thi: vòng sơ tuyển, vòng bán kết và vòng chung kết.
Vòng sơ tuyển: Chương trình chính thức tuyển sinh vào đầu tháng 7–8 hằng năm tại bốn khu vực: Cần Thơ, Thành phố Hồ Chí Minh, Hà Nội, Đà Nẵng (riêng 2014 chỉ tuyển sinh ở Thành phố Hồ Chí Minh và Cần Thơ). Ban Giám khảo sẽ lựa chọn được các thí sinh có giọng hát tốt và đa dạng về phong cách biểu diễn để bước vào vòng bán kết (Mùa 1 là 30 thí sinh, mùa 2 là 24 thí sinh và mùa 3 là 28 thí sinh; riêng năm 2016 không phát sóng tập tuyển sinh).
Vòng Bán kết: Ở mùa thi thứ nhất và mùa thi thứ hai, mỗi thí sinh dự thi với một ca khúc tự chọn. Ban Giám khảo chọn ra 10 (mùa 1), 14 (mùa 2) giọng hát xuất sắc nhất bước vào vòng Chung kết. Mùa 3 thì thi với hình thức Giáp đấu, hai thí sinh cùng hát một bài và giám khảo chọn 1 trong 2 vào vòng Chung kết.
Vòng Chung kết:

### Mùa 1
Gồm 6 đêm (5 đêm thi và 1 đêm Gala). Giám khảo cố định của vòng chung kết là danh ca Lệ Thu, ca sĩ Phi Nhung và nhà báo Minh Đức - Đêm chung kết có chủ đề "Tôi yêu Bolero" mang tính chất biểu diễn, không có thí sinh bị loại.
- Đêm Chung kết 2 có chủ đề "Những giai điệu Vàng" sẽ có 2 thí sinh bị loại.
- Đêm Chung kết 3 có chủ đề "Đêm Dạ vũ", sẽ có 2 thí sinh bị loại.
- Đêm Chung kết 4 có chủ đề "Duyên quê", 3 thí sinh bị loại và 3 thí sinh vào vòng chung kết xếp hạng.
- Đêm Gala: Là đêm nhạc đặc biệt với sự góp mặt của danh ca Lệ Thu, Phương Dung cùng hàng loạt các ca sĩ nổi tiếng như: Ngọc Sơn, Phi Nhung, Hồng Hạnh, Quang Dũng, Quang Lê, Mỹ Lệ, Hiền Thục, Hà Vân, nhạc sĩ Vũ Quốc Việt, nhạc sĩ Phạm Toàn Thắng, các thí sinh trong Top 6 Solo cùng Bolero và một số thí sinh trong top 30.
- Chung kết xếp hạng: Được truyền hình trực tiếp lúc trên kênh THVL1. Đây là đêm tranh tài của 3 thí sinh được vào chung kết xếp hạng để quyết định danh hiệu Quán quân. Mùa 1 kết thúc với kết quả thí sinh Ngọc Hoa giành danh hiệu Quán quân, Minh Trung giành danh hiệu Á quân 1 và Phú Quý giành danh hiệu Á quân 2.

### Mùa 2
Gồm 9 đêm thi, mỗi đêm thi một chủ đề khác nhau như Bản tình ca kỷ niệm, Đêm màu hồng,.... Sau mỗi đêm thi (từ chung kết 2 đến chung kết 6 và chung kết 8), 4 thí sinh thấp điểm nhất sẽ bị vào vòng singoff, những thí sinh an toàn có quyền cứu 1 người và ban giám khảo cứu một người. Hai thí sinh không được chọn sẽ chia tay với chương trình. Riêng chung kết 7 là Vòng lội ngược dòng cho 10 thí sinh đã bị loại trước đó và có 4 thí sinh được BGK cứu lại. - Tập 12 của chương trình Trao giải Sáng tác cùng Bolero.
- Tập 13 (chung kết 10) là đêm chung kết xếp hạng và đăng quang. Thí sinh Thu Hằng đã xuất sắc vượt qua 2 đối thủ là Tuấn Hoàng và Tố My để giành ngôi vị Quán quân mùa này

### Mùa 3
Có 11 đêm chung kết và mỗi đêm một chủ đề. Mỗi đêm các thí sinh sẽ trình bày lần lượt theo thứ tự và có 1-2 thí sinh có điểm thấp nhất sẽ bị loại khỏi cuộc đua. Đêm thứ 9 có 2 thí sinh nhận được vé vớt trở lại cuộc đua là Duy Khánh và Thu Hồng. Đêm chung kết với sự tranh tài của 4 thí sinh và ngôi vị Quán quân đã thuộc về cô bé nhỏ tuổi nhất mùa này Quỳnh Như.

### Mùa 4
Ngôi vị quán quân thuộc về Mạnh Nguyên (Chàng nghệ sĩ đường phố) và 2 vị trí á quân thuộc về Thiên Bảo và Nguyên Trung.

### Mùa 5
Ngôi vị quán quân thuộc về Trương Như Ý  (Cô gái đến từ Bình Thuận) và 3 vị trí á quân thuộc về Trọng Khương, Tú Tri và Quốc Khải

### Mùa 6
Ngôi vị quán quân thuộc về Ngọc Phụng (Chàng Nghệ si đa tài)  và 2 vị trí á quân thuộc về Thanh Tùng - Anh Quân

### Mùa 7
Ngôi vị quán quân thuộc về Trường Sang và 2 vị trí á quân thuộc về Lan Vy - Nguyễn Hân

## Cơ cấu giải thưởng
Cơ cấu giải thưởng cụ thể như sau: 1 giải Nhất trị giá 200 triệu đồng tiền mặt, 1 giải Nhì trị giá 50 triệu đồng, 1 giải Ba trị giá 30 triệu đồng, 2 giải Tư trị giá 20 triệu đồng/giải, 5 giải Khuyến khích trị giá 5 triệu đồng/giải. Tổng giá trị giải thưởng của chương trình lên đến hơn 400 triệu đồng. Ngoài ra, chương trình còn nhiều phần thưởng tiền mặt có giá trị cho khán giả tham gia các hoạt động tương tác như cuộc thi "Khán giả cùng Bolero", nhắn tin bình chọn...
Các thí sinh vào Bán kết và Chung kết sẽ được các Giảng viên thanh nhạc hướng dẫn trước mỗi đêm thi. Bên cạnh đó, Ban Tổ chức cũng tạo mọi điều kiện để các thí sinh có thể xuất hiện thật tự tin trên sân khấu từ makeup, làm tóc, chăm sóc da cho đến trang phục, với sự hỗ trợ của các nhà thiết kế, nhà tạo mẫu tóc, chuyên gia trang điểm nổi tiếng như: Áo dài Minh Châu, Salon tóc Khánh Vĩnh Hoàng, Makeup Huỳnh Lợi, Viện chăm sóc sắc đẹp Angel Beauty...